# 제3회 서울국제사랑영화제
제3회 서울국제사랑영화제는 2005년 12월 12일에 열린 시상식이다.

## 수상 및 후보

### 애니메이션 초청 부문
- Bully dance - Janet Perlman
- Elbow room - Diane obomsawin
- 과도한 흥분 - 리차드 콩디
- 이웃들 - 노먼 맥라렌
- 쇼와의 화산 - 앨리슨 레이코 로더
- 사냥 수업 - 자크 드루엥
- 혹 - 존 웰던
- 현 - 웬디 틸비

### 특별기획전
- 호텔 르완다 - 테리 조지
- 처녀의 샘 - 잉그마르 베르히만
- 다섯은 너무 많아 - 안슬기
- 미친 시간 - 이마리오
- 토끼 울타리 - 필립 노이스
- 천상의 소녀 - 세디그 바르막
- 거북이도 난다 - 바흐만 고바디

### 국제 단편 경쟁
- 부라보! 김순봉 - 정승구
- 달큼한 목소리 - 박성주
- 클라이막스 - 이민재
- 가리베가스 - 김선민
- 이상한 마을의 사진사 J - 이상엽
- 동행 - 강원석
- 여름잠 - 김수영
- 배고픈 하루 - 김동현
- 참 잘했어요 - 이채윤
- 산행 - 황인준